# Karvalits Ferenc
Karvalits Ferenc (Zalaegerszeg, 1964. május 22. –) magyar közgazdász, bankár, a Magyar Nemzeti Bank korábbi alelnöke, a Földhitel- és Jelzálogbank (FHB) volt elnöke. Felesége Szelényi Zsuzsanna, három gyermeke van.

## Pályája

### Tanulmányai
1988-ban végzett a Marx Károly Közgazdaságtudományi Egyetemen (a mai Budapesti Corvinus Egyetem), 1985-től a Rajk László Szakkollégium lakója (itt lakott többek közt ugyanebben az időben Kósa Lajos, a Fidesz későbbi politikusa). 1988 szeptembere és 1999 decembere közt az egyetem pénzügy tanszékének kutatási ösztöndíjasa volt. 1992. június és 1993. november közt a New York-i Columbia Egyeteme járt, ahol gazdaságpolitikai irányításból szerzett „master” fokozatot.

### További pályája
A bankári pályára 1990 elején lépett: a következő év nyaráig a Magyar Hitelbank likviditási és kockázatkezelési osztályának megbízott vezetője volt. Ezután 1992 májusáig a Wallis International magáncég befektetési igazgatója volt.
1993 júniusa és novembere közt a Világbanknál Washingtonban végzett ösztöndíjasként kutatásokat a pénzügyi közvetítők szerepéről a gazdasági átmenetben. A következő év januárja újra a Magyar Hitel Banknál találta, ahol 1995 áprilisáig igazgató, 1996 februárjáig ügyvezető igazgató volt.
Márciustól a Magyar Nemzeti Bank alkalmazta a Bankfőosztály vezetőjeként. Ezt a posztot 1997 decemberéig töltötte be (közben a CIB Bank igazgatótanácsának póttagja és az Eximbank igazgatótanácsának tagja lett), a következő év januárjától már ügyvezető igazgatóként dolgozott az MNB-nél és tagja lett a jegybank igazgatótanácsának is.
2001 februárjában távozott az MNB-ből Járai Zsigmond jegybankelnöki kinevezésével egyidőben. Korábbi cégéhez, a Wallishoz került vissza, amelynek vezérigazgató-helyettesi posztját töltötte be egy évig. Tagja volt a Hajdú-Bét nevű mezőgazdasági vállalkozás igazgatótanácsának is. A Wallisnál együtt dolgozott Bajnai Gordonnal, aki 2006-ban Gyurcsány Ferenc miniszterelnök egyik legfontosabb munkatársa lett.
Ezután a Surányi György korábbi jegybankelnök vezette CIB Bank alkalmazta, amelynek 2002 tavaszától társ-vezérigazgatója lett. 2005 áprilisáig töltötte be ezt a posztot, párban a másik vezérigazgatóval, a szintén MNB-s múltú Farkas Ádámmal, távozásuktól a banknál csak egy vezérigazgatói poszt maradt.
2005 áprilisában az FHB igazgatóságának tagja, szeptemberben a bank elnöke lett.
A magyar médiában több más közgazdásszal együtt (Bodnár Zoltán, Bokros Lajos, Farkas Ádám, Felcsuti Péter, Király Júlia, Simor András, Surányi György, Várhegyi Éva stb.) 2006-tól szóba került, mint Járai Zsigmond 2007 márciusában távozó jegybankelnök lehetséges utóda.
Végül 2007. március 3-ai hatállyal Simor Andrást nevezték ki jegybankelnöknek, de hivatalba lépése után röviddel Simor Karvalitsot javasolta az MNB alelnökének és egyúttal az MNB kamatait meghatározó Monetáris Tanács tagjának. Feladata az MNB-nél alelnökként a közgazdasági és monetáris politikai terület és a piaci műveletek és statisztikai szakterületek felügyelete volt.
Matolcsy György jegybankelnöki kinevezése után hamarosan elvette a két alelnök (Király Júlia és Karvalits Ferenc) munkáltatói jogait és szakterület-irányítási lehetőségeit; Karvalits így a statisztikáért felelős alelnökké minősült vissza. Mandátuma 2013. március 27-én járt le a jegybankban.

### Egyéb tevékenysége
Karvalits Ferenc 1989 és 1994 közt a Fidesz gazdaságpolitikai szakértője volt. 1990 és 1997 közt a Nemzetközi Bankárképző Központban tartott előadásokat, 1996-tól a Budapesti Közgazdaságtudományi Egyetemen is tanít, banküzemtant, kockázatkezelést és bankrendszer elemzést. Elnöke a Rádió C Kht. Felügyelő Bizottságának. 2004-től a Miniszterelnök Gazdasági Tanácsadó Testületének tagja.
Angolul és oroszul beszél.
Modern magyar műalkotások gyűjtője, külföldi szemlékre is ellátogat és a gyűjtésben családja is részt vesz. A CIB Bank is azóta vásárol kortárs műveket, amióta Karvalits ott dolgozott.